# Roselle (Nueva Jersey)
Roselle es un borough ubicado en el condado de Union en el estado estadounidense de Nueva Jersey. En 2010 tenía una población de 21 085 habitantes y una densidad poblacional de 3055 personas por km².

## Geografía
Roselle se encuentra ubicado en las coordenadas 40°39′13″N 74°15′38″O / 40.65361, -74.26056.

## Demografía
Según la Oficina del Censo en 2000 los ingresos medios por hogar en la localidad eran de $51,254 y los ingresos medios por familia eran $58,841. Los hombres tenían unos ingresos medios de $37,604 frente a los $32,535 para las mujeres. La renta per cápita para la localidad era de $21,269. Alrededor del 7.5% de la población estaba por debajo del umbral de pobreza.